# Vilinski jeziki
Vilinski jeziki so različni sorodni jeziki vilinov iz Tolkienove mitologije. Vsi jeziki izvirajo iz stare vilinščine.

## Razvoj vilinskih jezikov
```
                                             
stara vilinščina

                                                    |
                          ----------------------------------------------------
                          |                                                  |
                          |                                                  |
                       
kvenja
                                          
jeziki avarov

                          |
             -------------|
             |            |
             |            |
             |            |------------------------------
     
valinorska kvenja
    |                             |
             |            |                             |
             |            |                             |
        
telerščina
    
sindarščina
                  
nandorščina

                          .                             .
                          .                             .
                          .                             .
                   
silvanska
 narečja             
silvanska
 narečja
```